# Világgazdasági Fórum

A Világgazdasági Fórum logója

A Világgazdasági Fórum egy nonprofit nem kormányzati nemzetközi szervezet, amelyet Klaus Schwab alapított.
A Világgazdasági Fórum célja, hogy a világ állapotát a befolyásos vezetők globális, regionális és iparági vitáin keresztül javítsa. A Fórum egyes régiókat, illetve az egész világot felölelő tanulmányai sok gazdaságpolitikai vitában és elemzésben szolgálnak viszonyítási pontként. Az alapítványi formában működő szervezetet 1971-ben alapították Genfben, felügyeletét a svájci szövetségi kormány látja el. A Világgazdasági Fórum szervezete nem kötődik nemzeti vagy politikai érdekcsoportokhoz.
A Világgazdasági Fórum leghíresebb rendezvénye az évente Davosban megtartott gazdasági világcsúcstalálkozó, ahol a legbefolyásosabb politikusok, üzletemberek, értelmiségiek és tudósok vitatkoznak fontos globális kihívásokról. Ennek az eseménynek ellenpontjaként a fennálló világrend ellen tüntető radikális csoportok is hasonló témájú rendezvényeket szoktak összehívni.
A fórum leghíresebb kiadványa a Globális versenyképességi jelentés, amely az egyes nemzetgazdaságok versenyképességét értékeli a világpiacon. Magyarország a 2019-es jelentésben a világ 47. legversenyképesebb országa volt.
2025. április 21-én, néhány héttel 87. születésnapja után az alapító, Klaus Schwab lemondott a Világgazdasági Fórum elnökségéről, korán kívül más okot nem adott.